# Йоахим Готфрид Шенк фон Лимпург
Йоахим Готфрид Шенк фон Лимпург-Гайлдорф (на немски: Joachim Gottfried Schenk von Limpurg-Gaildorf; * 29 юни 1597; † 19 март 1651) е наследствен имперски шенк на Лимпург-Гайлдорф в Баден-Вюртемберг.

## Произход
Той е син на имперски шенк Албрехт III Шенк фон Лимпург (1568 – 1619) и съпругата му фрайин Емилия фон Рогендорф († 1650), дъщеря на фрайхер Йохан Вилхелм фон Рогендорф († 1590) и втората му съпруга графиня Анна фон Вид († 1590). Брат е на Йохан Кристоф фон Лимпург-Гайлдорф (1596 – 1618, Венеция), граф Йохан Вилхелм Шенк фон Лимпург (1607 – 1655), Хайнрих Албрехт фон Лимпург-Гайлдорф (1599 – 1624, Бреда) и Кристиан Лудвиг фон Лимпург-Гайлдорф (1600 – 1650).
Йоахим Готфрид Шенк фон Лимпург-Гайлдорф умира на 19 март 1651 г. на 53 години.

## Фамилия
Йоахим Готфрид Шенк се жени на 16 ноември 1623 г. в Алехайм за графиня Барбара Доротея фон Йотинген (* 10 март 1605; † 19 март 1651), дъщеря на граф Лудвиг Еберхард фон Йотинген-Йотинген (1577 – 1634) и Маргарета фон Ербах (1576 – 1635). Те имат седем деца:
- Вилхелм Лудвиг Шенк фон Лимпург (* 21 септември 1624; † 3 ноември 1657, Нюрнберг), женен през ноември 1655 г. за Елизабет Доротея фон Лимпург (* 10 октомври 1639; † 21 декември 1691), дъщеря на Лудвиг Казимир Шенк фон Лимпург (1611 – 1645) и Доротея Мария фон Хоенлое (1618 – 1695)
- София Доротея (1625 – 1627)
- Фридрих Крато (1626 – 1627)
- Филип Алберт (1628 – 1632)
- Ото Хайнрих (* 21 ноември 1629; † 4 октомври 1653, Заумур)
- Ото Антон (* 21 ноември 1629; † 163?)
- дете (1643 – 1643)